# マギル大学
マギル大学（英語: McGill University、略称：MU）は、ケベック州、モントリオールに本部を置くカナダの公立大学。1821年創立、1829年大学設置。
1821年にイギリス国王ジョージ4世の勅許によって創立されたカナダで最も歴史ある大学であり、国内有数の名門校の一つである。Maclean's Ranking開始から16年間連続でカナダ国内1位にランクされている。
マギル大学の大学名は創立者のジェームス・マギルに由来する。ジェームスはスコットランド出身のモントリオールの商人であり、マギル大学の前身である「マギル・カレッジ」は1813年に死去した彼の遺産によって設立された。

## 概要

### キャンパス
マギル大学のメインキャンパス（本校舎）はモントリオールのモンロワヤルの麓に位置する。2番目のキャンパスも同じモントリオール島にあり、本校舎の西およそ30km、サンタンドゥベルヴュー地区の緑豊かな場所にある。学術ユニットは全11に分かれ、学部・専門大学の中に位置付けられる。この大学はアメリカ合衆国外にありながら、アメリカ大学協会の会員校である。

### 学位とディプロマ
300を超える学術分野において学位とディプロマを授与しているが、入学基準は非常に厳しい。特に大学を代表する看板部局であるメディカルスクールとロースクールの門は極めて狭く、過去10年の統計に見る平均合格率はメディカルスクールで7.21%、ロースクールで8.82%である。医学部は最初に設置され、またロースクールとともに、国内で最も歴史が長い。学費はケベック州民、ケベック外カナダ国民、留学生で異なり、また部局間でも様々である。

### 卒業生
12名のノーベル賞受賞者、142名のローズ奨学金獲得者を輩出している。そのほか、3名の宇宙飛行士、3名のカナダ首相、13名のカナダ最高裁判所裁判官、4名の外国首脳、28名の外国大使、その他、各賞の受賞者はアカデミー賞9名、グラミー賞11名、ピュリッツァー賞3名、さらに28名のオリンピックメダリストを数える。加えてその長い歴史上、卒業生はアメリカンフットボール、バスケットボール、アイスホッケーの発明や初期の体系化にも貢献してきた。
マギル大学の卒業生が設立した主要な大学とカレッジには、例えばブリティッシュコロンビア大学、ヴィクトリア大学、アルバータ大学、ウェスタンオンタリオ大学シューリック医歯学部、ジョンズ・ホプキンズ大学医学部、ドーソン・カレッジがある。
経営学大学院 (Desautels Faculty of Management) は、東京都新宿区で週末集中講義による「マギル大学ジャパン 経営学修士課程（MBA）日本プログラム」を開講している。

## 歴史

### 王立学術振興協会
王立学術振興協会（Royal Institution for the Advancement of Learning: RIAL）はローワー・カナダ立法議会による「州内無料教育機関の設立及び学術振興に関する法」（en）に基づき1801年に創立された。
1816年、RIALはケベックシティーとモントリオールで新たな王立グラマースクールを2校運営する権限を与えられた。この権限付与は、この大学の前身が1807年の「学区公立学校法」（the District Public Schools Act of 1807）により教育予算と教員給与の補助を受けて創立されたのと同様に、ローワー・カナダにおける公共教育の転換期であり、特定宗派に属さない教育機関を設立する重要な第一歩であった。1813年にジェームス・マギルが死去すると、遺産はRIALの管理に託されている。
1846年に初期の王立グラマースクールの2校が閉鎖され、直轄のグラマースクール82校についても19世紀半ばまでにRIALの権限は失われた。唯一、RIALに残された業務はジェームス・マギルの遺産を管理し、私立カレッジ補助に充てることであった。RIALは現存し、マギル大学の運営や、マクドナルド・カレッジ（現在のマクドナルド・キャンパス）、モントリオール神経学研究所、ロイヤル・ヴィクトリア・カレッジ（旧: 女子大学を現在はマギル大学の学生宿舎に転用）といった多様な附属機関ならびに同大学の構成機関のコーポレートアイデンティティとなっている。ジョージ4世の勅許が1852年に改定されたため、RIAL評議員はマギル大学理事により構成されている。

### マギル・カレッジ

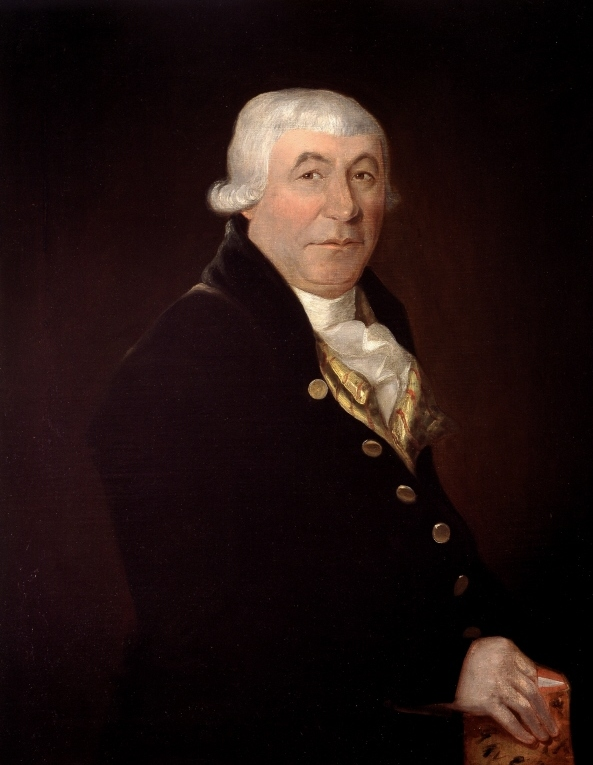
ジェームス・マギルの肖像。マギル大学創立者

ジェームス・マギルは1744年10月4日にスコットランドのグラスゴーに生まれた。1756年にグラスゴー大学に入学、のちにケベック州で商人として成功を収める。資産は1811年から1813年の時期に作成した遺言状により、王立学術振興協会（RIAL）に対して「バーンサイド・エステート」(Burnside estate)ならびに19ヘクタールの田園地、1万ポンドを譲渡すると決めている。
1813年12月、マギルが死去する。RIALはその設立当初の業務であるローワー・カナダの初等教育管理に加え、マギルの遺言に基づき、大学を設立することとなった。
遺産受贈の条件として、土地と資金は「当該州における教育目的及び学術振興のために大学またはカレッジ」の設立に充当する必要があった。また遺言状には学校に遺贈者の名前を冠するよう求めがあり、これらを死後10年以内に実施するか、さもなければ相続権は妻の相続人に移るとあった。
1821年3月31日、妻の相続人であるデリヴィエール家（Desrivières）との長い法廷闘争の後、マギル・カレッジは大学への昇格についてジョージ4世より勅許を受ける。その勅許状に「学位授与を条件として、カレッジは大学とする」と記載されていた。

### カレッジから大学へ

#### キャンパス拡張

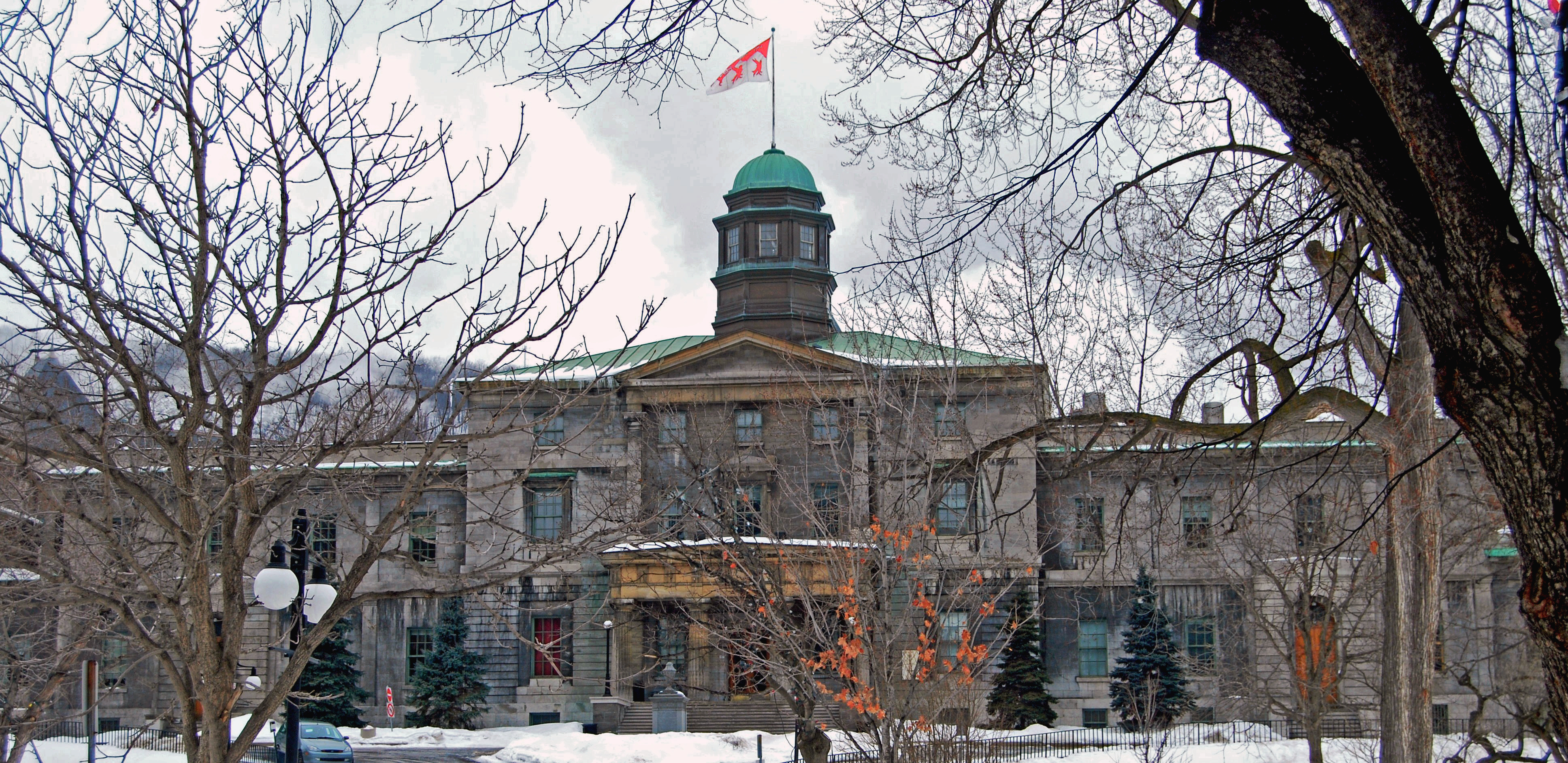
学内で最も古いアーツ棟。1843年完成。ジョン・オステル(en)設計。

マギル・カレッジは1821年に勅許を受けたが、1823年に設立されたモントリオール医学研究所が学内初の学術機関となるものの、1829年まで活動はなく、同年、カナダ初の医学部となる。医学部は1833年に医学博士の第1号（Doctor of Medicine and Surgery）、すなわちカナダ初の医学学位保持者を輩出する。
医学部は、1843年に教養学部が新築のアーツ棟（Arts Building）と東翼のドーソンホール（Dawson Hall）で教授を開始するまで、唯一カレッジで機能していた学部である。
マギル大学は歴史的にカナダ近衛兵団とも強いつながりがある。ジェームス・マギルがその軍事連隊の中佐を務めたこと、その階級はアーツ棟前にある記念碑に刻印されていることから、毎年、戦没者追悼記念日に行進をするカナダ近衛兵団は、その石碑を出発地点としている。
法学部は1848年に設置された。これはカナダで初めて設置された法学教育に関する学部である。創設から48年、法学部棟が大学構内に建設された。

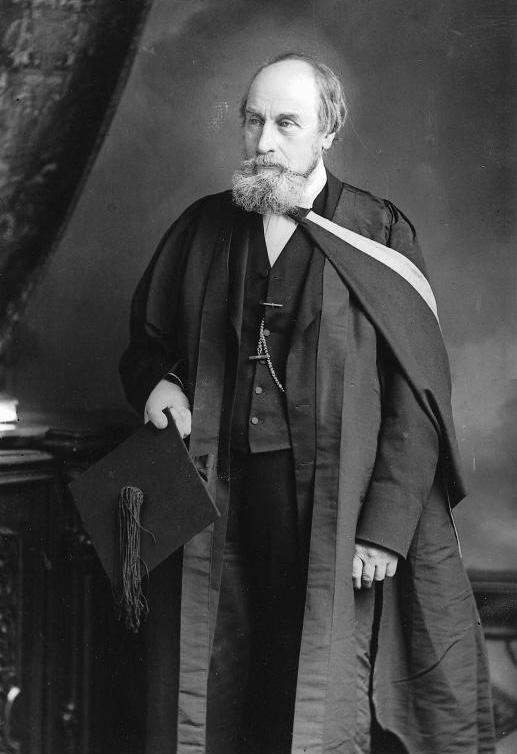
学長職（1855-1893）についたジョン・ウイリアム・ドーソン卿。

1855年から1893年にマギル・カレッジの学長であったジョン・ウイリアム・ドーソン卿はカレッジを近代の大学に成長させた。ドーソン学長はモントリオールの富豪たちから援助を募り、キャンパス内の建築物の建設に必要な資産や資金を受贈した。寄付者の名前はキャンパス内の主要な建物の多くに刻まれている。
1861年、ウイリアム・スピア(William Spier)は、ウイリアム・モルソン(William Molson)のために、アーツ棟に西翼増築を設計した。1888年、アレクサンダー・フランシス・ダンロップは、ボヴィ教授（Prof. Bovey）と理学部（Science Dept.）のために、マギル・カレッジの東翼（現在はマギル大学のアーツ棟と呼ばれている）の主な改築を設計した。キャンパスの拡張は1920年まで続いた。アンドリュー・テイラーによって設計された建築物は、レッドパス博物館（：1880年）、マクドナルド物理学研究棟（Macdonald Physics Building：1893年）、レッドパス図書館（：1893年）、マクドナルド化学研究棟（ Macdonald Chemistry Building：1896年）、マクドナルド工学研究棟（Macdonald Engineering Building：1907年。現在はマクドナルド・スチュワート図書館（Macdonald-Stewart Library Building））、ストラスコーナ医学研究棟（Strathcona Medical Building：1907年。現在はストラスコーナ解剖学・歯学研究棟（Strathcona Anatomy and Dentistry Building））がある。
1900年、マギル大学はマクレナン巡回図書館（MacLennan Travelling Library）を設立した。「マギル大学ワルツ」（McGill University Waltz）はフランセ・C・ロビンソン（Frances C. Robinson）によって作曲された。
1885年、大学の理事会は、公式に大学名を「マギル大学」（McGill University）とする採決をした。1905年、マギル大学の主要な寄付者であったウイリアム・C・マクドナルド卿からカレッジを受贈する。所在地はモントリオールの西32km、サンタンドゥベルヴュー地区のマクドナルド・カレッジ（Macdonald College）と呼ばれており、現在のマクドナルド・キャンパスである。1907年にマギル大学の学生を受け入れた当時は、農学と家政学、教育学を教えた（として知られている）。
ジョージ・アレン・ロス（George Allan Ross）は1922–23年に病理学棟を設計し、1933年に神経学研究所、1938年に神経学研究所附属棟を手がける。ジャン・ジュリアン・ペロー（Jean Julien Perrault）がチャールズ・E・グラヴェル（Charles E. Gravel）の依頼を受けて1934年に設計したマクタヴィッシュ通りのレジデンスは、現在、デヴィッド・トンプソン・ハウスと呼ばれている。

#### 女性教育
マギル大学における女性教育は1884年に始まった。ストラスコーナ卿として知られるドナルド・スミスが、大学教員によって行われる女学生への講義のための資金を提供し始めた。
1888年、マギル大学は女性に初めて学位を授与した。
1889年、ロイヤル・ヴィクトリア・カレッジ（Royal Victoria College: RVC）が寄宿制の女子大学として開校され、ヒルダ・D・オークレーが初代学長に就任した。
1970年代まで、すべての女子学部生は、「ドナルダズ」（Donaldas）と知られ、RVCのメンバーとされた。2010年秋期初旬、RVCの新タワー部は男女共用宿舎となったが、RVCのウェストウィングは女子専用の堅持している。タワーもウェストウィングも大学の寄宿システムの一部を形成している。

#### 第一次世界大戦時におけるマギル大学
第一次世界大戦時、マギル大学は重要な役割を担った。1914年、国中を席巻した愛国心の高まりの中で、多くの学生や卒業生は兵役に志願した。しかし、イーペル（Ypres）で大量のカナダ人戦死者が出た後、1915年の春、カナダ連隊の創始者でモントリオールの富裕実業家であったハミルトン・ゴールト（Hamilton Gault）は深刻な隊員不足に直面した。彼は在宅の友人に支援を働きかけ、200名以上が兵卒から昇進し、戦争中より多くが兵士として従事した。戦後にカナダに帰還したジョージ・マクドナルド少佐およびジョージ・キューリ少佐（Major George McDonald and Major George Currie）はマクドナルド・キューリ会計事務所を立ち上げ、それはのちにプライスウォーターハウスクーパース（Price Waterhouse Coopers）の創立メンバーの一つとなった。パーシヴァル・モルソン大佐は1917年に戦死した。マギル大学のパーシヴァル・モルソン記念スタジアムは彼の栄誉から名づけられた。
戦争記念館（War Memorial Hall）はマギル大学キャンパスのランドマークである。慰霊式典においてカナダ総督（ハロルド・アレグザンダー（初代チュニスのアレグザンダー伯爵））が記念館の定礎石を置いた。1946年10月6日、戦争記念館と隣接する記念プールに、第一次・第二次世界大戦で志願して戦死した誉れ高き学生たちに捧げられた。戦争記念館には、チャールズ・ウイリアム・ケルシーによって作成された第一次世界大戦と第二次世界大戦の連隊章を型取った2枚のステンドグラスがある。

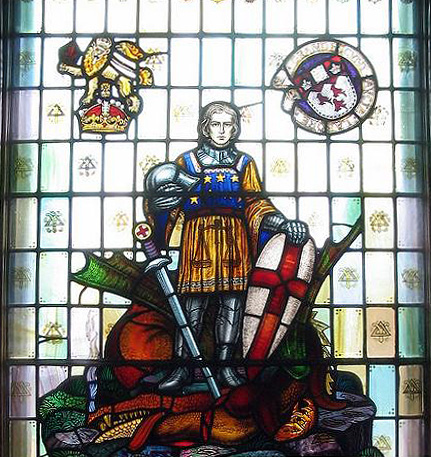
ブラッカダー・ロターマン建築学芸術学図書館の入り口ホールを飾る戦争記念ステンドグラス

また、チャールズ・ウイリアム・ケルシーによって大天使ミカエルと陸海空軍の軍章が装飾された一窓（1950年）が戦争記念館にある。ブラッカダー・ロターマン建築学芸術学図書館（Blackader-Lauterman Library of Architecture and Art）のエントランスには聖ジョージと討伐されたドラゴンを描いた第一次世界大戦記念窓があり、第一次世界大戦で命を捧げたデルタ・ユプシロンマギル支部の23名に捧げたものである。戦争記念館の西壁にあるその他6枚の窓は、チャールズ・ウイリアム・ケルシーよって、マギルの卒業生がメンバーであった連隊の紋章が描かれている（1951年）。
大理石の上に置かれているカナダのリメンバランス・ブック（Book of Remembrance）には両世界大戦での戦没者の名前が書かれている。2012年11月11日、マギル・リメンバーズ（McGill Remembers）というウェブサイトが立ち上がり、マギル大学世界大戦記事務局が1940から1946年の間、第二次世界大戦のマギル学生、職員、教員に関する文書を収集した。

### ユダヤ人学生に対する割り当て
1920年代初めから、続く1960年代まで、マギル大学はユダヤ人新入学生の受入に関して、制限を課していた。その時点まで、マギル大学におけるユダヤ人の割合は大きな比率を占めており、特に教養学部で20%、法学部で40%がユダヤ人であった。ユダヤ人の受入割当はマギル大学全体で最大で10%までと制限した。

### MKウルトラ計画
マギル大学の医学施設でMKウルトラ計画の実験が極秘裏に行われていた。MKウルトラ計画とは、アメリカ中央情報局（CIA）科学技術本部がタビストック人間関係研究所と極秘裏に実施していた洗脳実験のコードネームであり、アメリカとカナダ両国の国民を被験者として、1950年代初頭から少なくとも1960年代末まで行われていたとされる。

### 他大学・カレッジの創立
マギル大学はいくつかの主要な大学とカレッジの創立に貢献した。マギル大学はバンクーバーとビクトリアの都市成長拡大のため、ブリティッシュコロンビア州で、学位プログラムを提供する高等教育機関を設立した。1903年にマギル大学の連携短期大学としてビクトリア・カレッジを創立し、今日のビクトリア大学になるまで、教養学と科学を学ぶ2年制課程を置いていた。ブリティッシュコロンビア州において初の四年制大学は、マギル大学ブリティッシュコロンビア・カレッジとして、バンクーバーに1908年に設立された。それは、1915年にブリティッシュコロンビア大学として独立するまで、マギル大学の学位を発行する私立教育機関であった。
ドーソン・カレッジは、第二次世界大戦後に予測される学生流入の受け皿とするため、1945年にマギル大学のサテライトキャンパスとして開校した。多くの学生はドーソン・カレッジの工学部で最初の三年間を履修し、その後2年間、マギル大学のキャンパスで学び、学位課程を修了した。最終的に、ドーソンはマギルから独立し、ケベック州における英語教育のCEGEPとなった。別のCEGEPであるジョン・アボット・カレッジはマギル大学のマクドナルド・カレッジのキャンパスで1971年に設立された。
アルバータ大学の創立者であるアレクサンダー・キャメロン・ラザフォードとヘンリー・マーシャル・トーリーは、両名ともマギル大学の卒業生であり、マギル大学で教えた経験がある。
ウイリアム・オスラー博士とハワード・アットウッド・ケリー博士はアメリカ合衆国メリーランド州ボルティモアのジョンズ・ホプキンズ大学医学部の創設者4名の一員で、初期の教員でもあった。オスラーは1889年、ジョンズ・ホプキンズ病院の初代内科部長を拝命する。
1880年代、マギル大学の卒業生から、その他にもウェスタンオンタリオ大学シューリック医歯学部創立者を輩出している。

## キャンパス

### ダウンタウンキャンパス

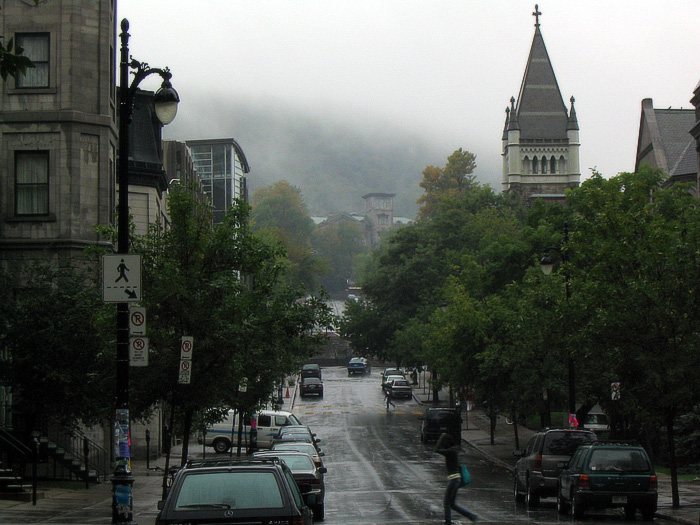
モンロワヤル山から見たダウンタウンキャンパス。円柱型の建物が医学部。

マギル大学のメインキャンパスはモントリオール中心街、モンロワヤルの麓にある。キャンパスは北をシャーブルック通り（南をピール通りとエールマー通りを結ぶピン通りに囲まれ、校舎のほとんどは公園のような構内にある。キャンパスはまたドクターペンフィールド通り北側からピール通り西側の数ブロック先に医学部棟と法学部棟を置き、加えて、パーシヴァル・モルソン記念スタジアムとモントリオール神経学研究所附属病院があるピン通り北側からユニバーシティ通り東側の地区まで広がる。学生が数多く住むのはユニバーシティ通り西側とピン通り南側の地区で通称「マギル・ゲットー」として有名である。ダウンタウンキャンパスの最寄り駅はピール駅とマギル駅である。ダウンタウンの目抜き通りはマギル・カレッジ通りと呼ばれ、大学正門ロディック・ゲートに通じている。
大学の主要な建物は統一感を出すため、すべて灰色の石灰岩で建てられている。

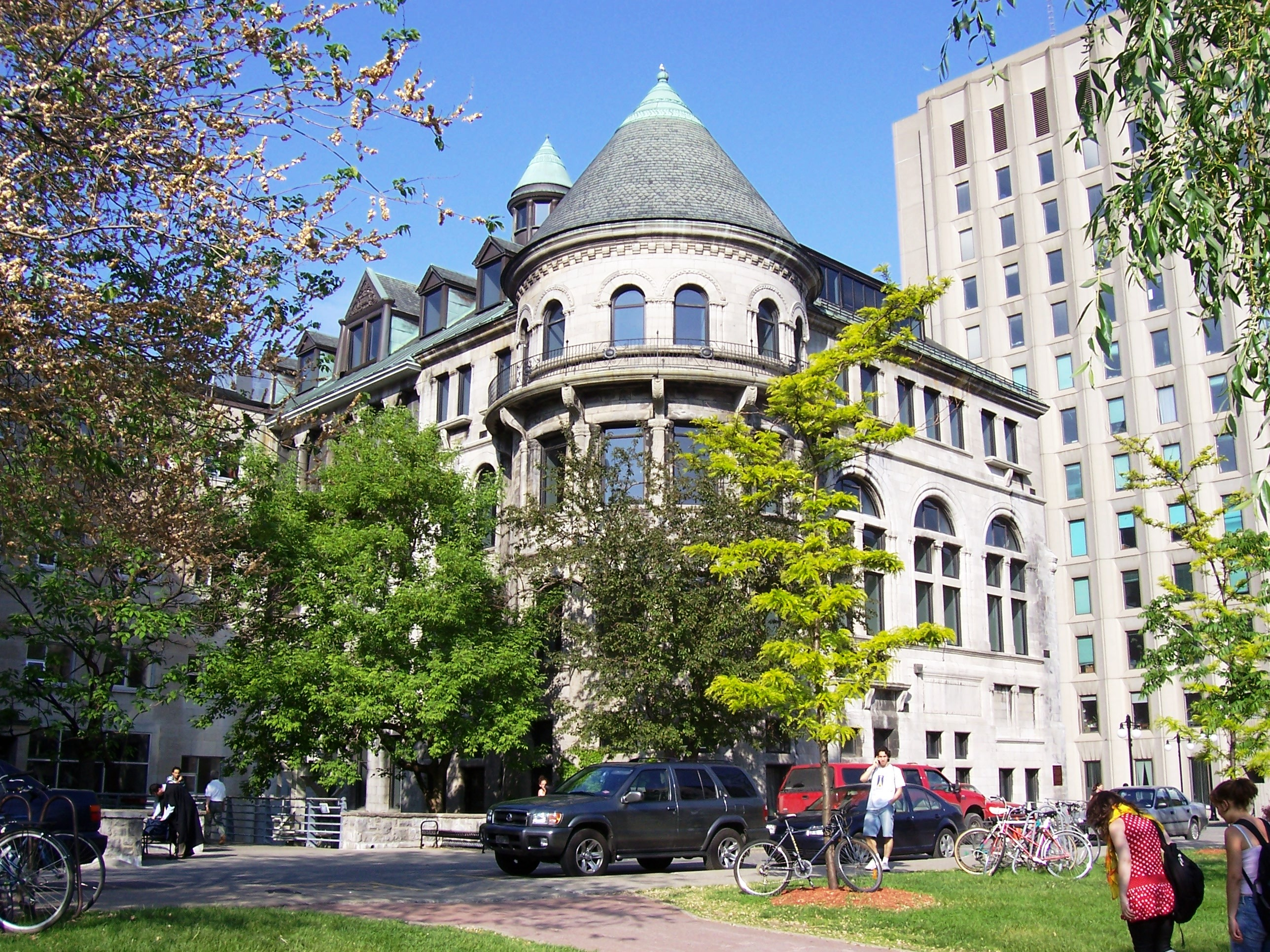
Schulich 科学工学図書館

マギル大学の初めての授業はジェームス・マギルの故郷、バーンサイド・プレイス（Burnside Place）で行われた。この町の1840年代唯一の教育施設であり、この時期以降、校舎の建設が続く。アーツ棟の中央部と東翼は、その最初の建物である。キャンパスの敷地の残りは主に牧草地のままで、他のカナダの大学、あるいはアメリカの初期のカレッジも同様であった。
パーシヴァル・モルソン記念スタジアムを含むマギル大学の運動施設はモンロワヤルにあり、レジデンスホールやモントリオール神経学研究所に隣接している。体育館はアーサー・ウイリアム・キューリ大将の名誉から、アーサー・キューリ卿記念体育館という名である。
2012年、アメリカの大手旅行雑誌「トラベル・アンド・レジャー」は世界で最も美しい大学キャンパス、ベスト17の一つとして、マギル大学のキャンパスを評価した。

#### 学生宿舎

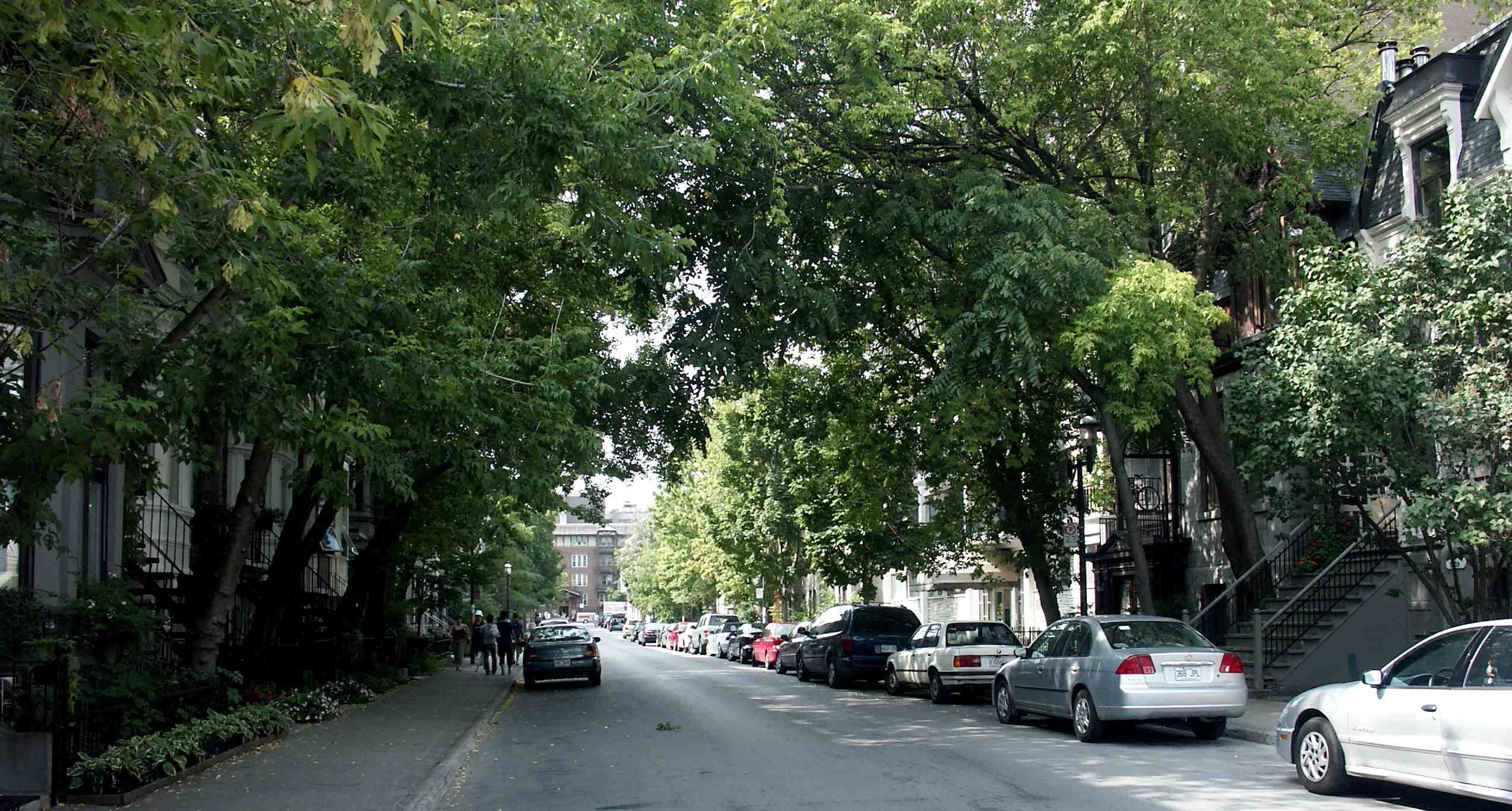
マギル・ゲットー

マギルの学生宿舎には約3100人の学部生と少数の大学院生が暮らしている。「フロア・フェロー」（floor fellows）や「ドン」（dons）と呼ばれる、いわゆる寮生支援者、レジデント・アシスタントとして戻ってくる学生を除き、学部一年目を終えると、学生宿舎「residnece」（口語的に「リズ（rez）」と呼ばれる）に住む学生はほとんどいなくなる。二回生の大多数はキャンパス外に住まいを移す。多くの学生はダウンタウンキャンパスの東に隣接する「マギル・ゲットー」と言われる地区に住む。近年、学生たちは賃貸料の値上がりから、マイルエンド（Mile End）、プラトー（Plateau）、遠くはヴェルダン（Verdun）といった、ゲットー地区外に移動し始めている。
一回生の多くはビショップ・マウンテン・レジテンス（Bishop Mountain Residences：通称、アッパー・リズ（Upper Rez））に住む。アッパー・リズはモントロイヤルの傾斜面に建てられたコンクリート製の宿舎群のことであり、マッコーネル・ホール（McConnell Hall）、モルソン・ホール（Molson Hall）、ガードナー・ホール（Gardner Hall）、ダグラス・ホール（Douglas Hall）を含む。マギル大学で最も大きな宿舎はニュー・レジデンス・ホール（New Residence Hall：通称、ニュー・リズ（New Rez））で、それは四つ星ホテルを改築したものであり、キャンパスから数ブロック東に離れた、パーク通りとプリンスアーサー通り（Prince Arthur）の交差点にある。ライオネルグロウ駅近くにあるソリン・ホール（Solin Hall）は二番目に大きな宿舎であり、約300人の学生が住む。シャーブルック東通り475番地にあるカルフール・シャーブルック・レジデンス・ホール（Carrefour Sherbrooke Residence Hall）は、かつてのフォー・ポインツ・シェラトン・ホテル（Four Points Sheraton Hotel）で、2009年にオープンした。2012年、シャーブルック東通りとハッチンソン通り（Hutchinson）の交差点に、ラ・シタデル（La Citadelle）をオープンした。ラ・シタデルはかつてホテルだった場所を改築したもので、286名の学生が住んでいる。
ロイヤル・ヴィクトリア・カレッジ（Royal Victoria College）はかつて女子専用宿舎であったが、2010年9月に男女共用になった。建物のオリジナル部分はブルース・プライスによって設計され、増築部分はパーシー・アースキン・ノッブスとジョージ・テイラー・ハイド（George Taylor Hyde）によって設計された。ロイヤル・ヴィクトリア・カレッジの目の前には、ルイーズ王女（アーガイル公爵夫人）によって建てられた、彼女の母、ヴィクトリア女王像がある。
マギル大学キャンパス外宿舎には、プレズバイテリアン・カレッジに隣接するプレズバイテリアン・ホール（Presbyterian Hall：通称、プレリズ（Pres Rez））とモントリオール司教区神学校に隣接するユニバーシティ・ホール（University Hall：通称、ディオ（Dio））がある。グリーンブライヤー・ホール（Greenbriar Hall）には89名の学生が住んでいる。その他のマギル大学キャンパス外宿舎は、ピール通り、ユニバーシティ通り、ピン通り上にあるが、ユニバーシティ・ホールとピン通り沿いのいくつかの宿舎を残して、大学はキャンパス外の宿舎を売却し始めている。

### マクドナルド・キャンパス
サンタンドゥベルヴュー地区にある2番目のキャンパスは、マクドナルド・キャンパスである。そこには農学部、栄養学部、環境学部、寄生学研究所（Institute of Parasitology）がある。モーガン植物園とJ・S・マーシャル・ラダー天文観測所が近くにある。

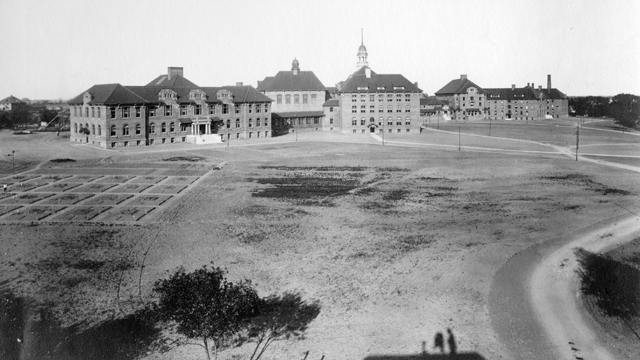
建設作業中のマクドナルド・キャンパス。1906年。

モーガン植物園は1945年に設立された。植物園は面積2.5平方km2におよび、「授業、研究、公教育」を目的とした森林保護区である。その委任された研究目的は、植物園の農園と森林地の健全性の維持に関わる研究を続けること、発展する環境条件に適合する種の選定にかかわる新たなプログラムを開発すること、天然及び人工ともに生物学上の多様性を保護・促進をさせる林業実務の発展に寄与することである。

### マギル大学ヘルスセンター再開発計画

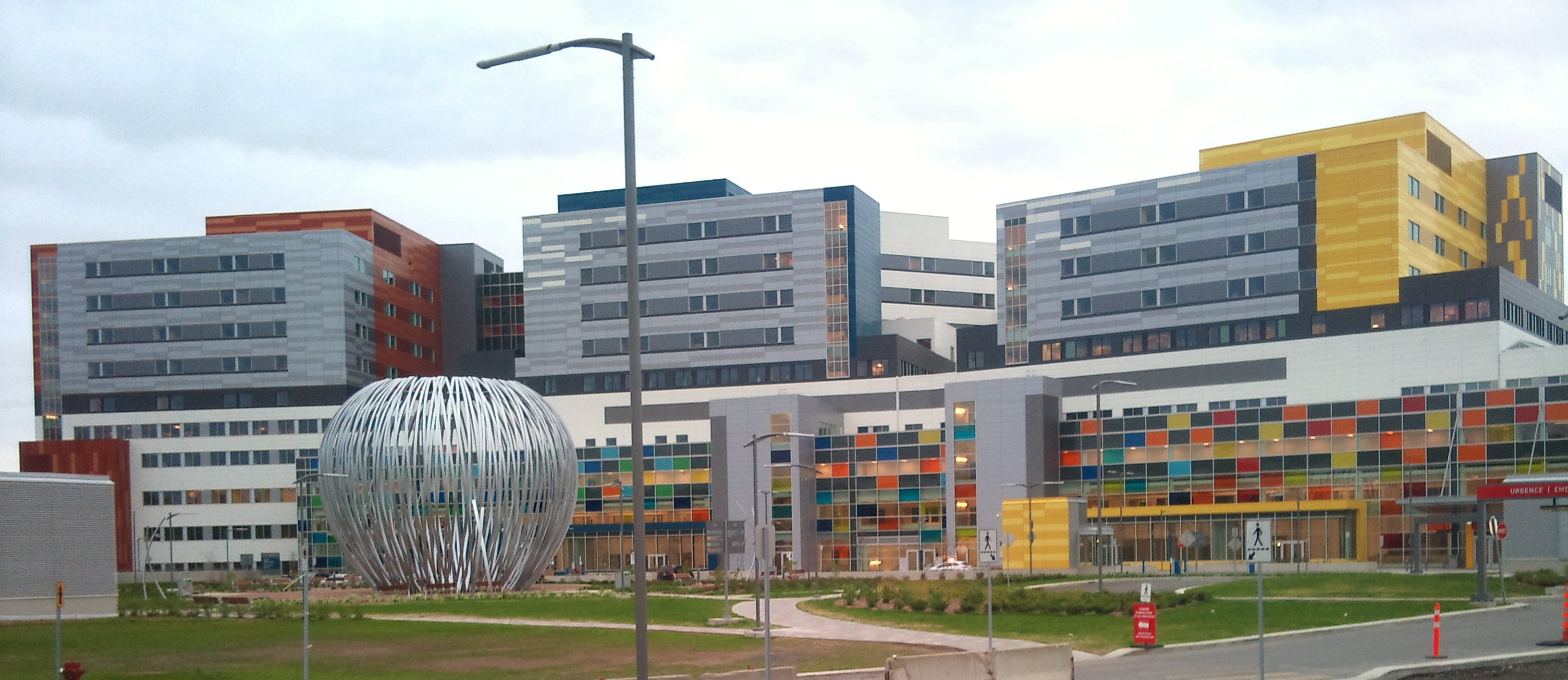
マギル大学ヘルスセンター

2006年、ケベック州政府はマギル大学ヘルスセンター（MUHC）のため1600万ドルのLEED再開発プロジェクトを開始した。このプロジェクトは、二つに分離したキャンパスの設備を拡張させ、ヴァンドーム駅に隣接するかつてCPレイルヤード（CP rail yard）の敷地にあるMUHCの種々の病院を統合させることである。グレンヤードとして知られるこの一帯は、17万m2あり、モントリオールのノートルダムドゥグラース地区近辺の一部と、ウェストモント市街地にまたがる。
グレンヤードプロジェクトは、プロジェクトに対する地元民の反対、環境問題、プロジェクトそれ自体のコストのために、論争の的となっている。2003年に州政府から承認を得たこのプロジェクトは、2010年に完了する予定であった。新たなキャンパスは完成し、古い病院（例えば、ロイヤル・ヴィクトリア病院、モントリオール小児病院、モントリオール総合病院）から診療所をMUHCに移動する大規模作業が行われている。

### 環境保護維持活動
2007年、マギル大学は環境保護維持事務局（Office of Sustainability）を設置し、環境保護維持オフィサー（Sustainability Officer）に加え、それに次ぐ常勤の環境保護維持ディレクター（Director of Sustainability）をおいた。環境保護維持が持続可能な開発計画を実施するための最近の取り組みには、LEED-Silver認証を受け、緑の屋根が使用された建設された新しいライフサイエンスセンターや、他の環境保護維持活動プロジェクトの資金にするための2008年1月の駐車料金の引き上げが含まれている。

### その他設備
マギル大学のベレアーズ・リサーチ・インスティテュートはバルバドスのセント・ジェームズにあり、カナダ唯一の熱帯にある教育研究施設である。研究所は50年以上も使われている。その設備は研究のためにカナダ宇宙庁によって定期的に利用されている。
ハンツマン海洋科学センター（HMS）の研究所はカナダのニューブランズウィック州セント・アンドリューにあり、その敷地はセントクロア川の三角江に30万m2にわたり広がっている。研究所はアトランティック・リファレンス・センター（Atlantic Reference Centre）を運営しており、その広範な海洋生物学コレクションは、カナダの沿海州（ニューブランズウィック州、ノヴァスコシア州、プリンスエドワードアイランド州）全域で知られている。HMSは「基礎研究と応用研究を通じて海洋科学の発展」に貢献する研究施設であり、マギル大学および他の加盟大学のための研究と教育のフィールド施設として機能している。
マギル大学のゴールト自然保護区（Gault Nature Reserve）は10平方km2以上に広がる森林であり、セントローレンス川渓谷の原始林が残された最も大きな森である。その地区での最初の科学的研究は1859年に実施された。この地区は広範囲の研究活動の場であり「今日では400以上の科学記事があり、100以上の大学院論文、50以上の政府報告書、30以上の書籍がモンサンティレールでの研究に基づいている」。
マギル大学ヘルスセンターに加えて、この数十年の間、マギル大学は多くの教育病院と直接提携しており、モントリオールの多くの病院と協力をしてきた歴史がある。これらの協力関係により、毎年1000名以上の医療系学生を大学から卒業できている。マギル大学の契約提携教育病院には、モントリオール小児病院、モントリオール総合病院、モントリオール神経科病院、モントリオール呼吸器科病院、ロイヤル・ヴィクトリア病院があり、それらはマギル大学ヘルスセンターを構成している。その他、医療系学生が利用できる病院には、ユダヤ総合病院、ダグラス病院、セント・メリー病院センターがある。
19世紀後半まで、マギル大学はウェストモント・サミットの頂上に公園を所有しており、そこは植物園として使われていた。20世紀の初め、マギル大学は、その土地をウェストモント市に鳥類保護区にすることを条件として寄付した。
1998年、経営学はMBAジャパンプログラム（MBA Japan）を立ち上げ、それは日本で授与されるカナダの学位プログラムであり、東京の西新宿に校舎がある。

## 組織とアイデンティティ

### 教育研究部局
マギル大学の主な学部として、教育研究部局（Faculty of Agricultural and Environmental Sciences）、教養学部（Faculty of Arts）、歯学部（Faculty of Dentistry）、教育学部（Faculty of Education）、工学部（Faculty of Engineering）、法学部（Faculty of Law）、経営学部（Desautels Faculty of Management）、医学部（Faculty of Medicine）、宗教学部（Faculty of Religious Studies）、理学部（Faculty of Science）、音楽院（Schulich School of Music）、生涯学習スクール（School of Continuing Studies）、建築スクール（School of Architecture）、コンピュータサイエンス学部（School of Computer Science）、情報学部（School of Information Studies）、栄養学スクール（School of Dietetics and Human Nutrition）、理学・作業療法学スクール（School of Physical & Occupational Therapy）、看護スクール（Ingram School of Nursing）、社会福祉スクール（School of Social Work）、都市計画スクール（School of Urban Planning）、環境スクール（McGill School of Environmen）がある。また、イスラム学研究所（Institute of Islamic Studies：1952年設置）もあり、そこでは修士（M.A.）課程と博士（Ph.D.）課程を設置しており、イスラムの歴史、文化、社会を網羅している。研究所は、北米最大のイスラム学図書館の一つでもある。
その他、大学院課程もあり、GPS（Graduate and Postdoctoral Studies）と呼ばれる部局が大学院教育（修士と博士課程両方を含む）の入学審査や登録などの業務を行っている。GPSは大学院生の奨学金、ポスドク業務、論文審査を含む修了手続を行っている。GPSは他の部局と連携して、定期的にすべての学術分野のプログラムのレビューをしている。
1959年に設立されたマギル管理職研究所は、企業、政府、非営利団体に対してビジネスセミナーや個別教育を提供している。主にマギル大学の教員により行われる上級管理コースやマネジメント訓練プログラムは、役員クラスから上・中級管理者まで、すべての管理職レベルに向けて設計されている。

### 紋章

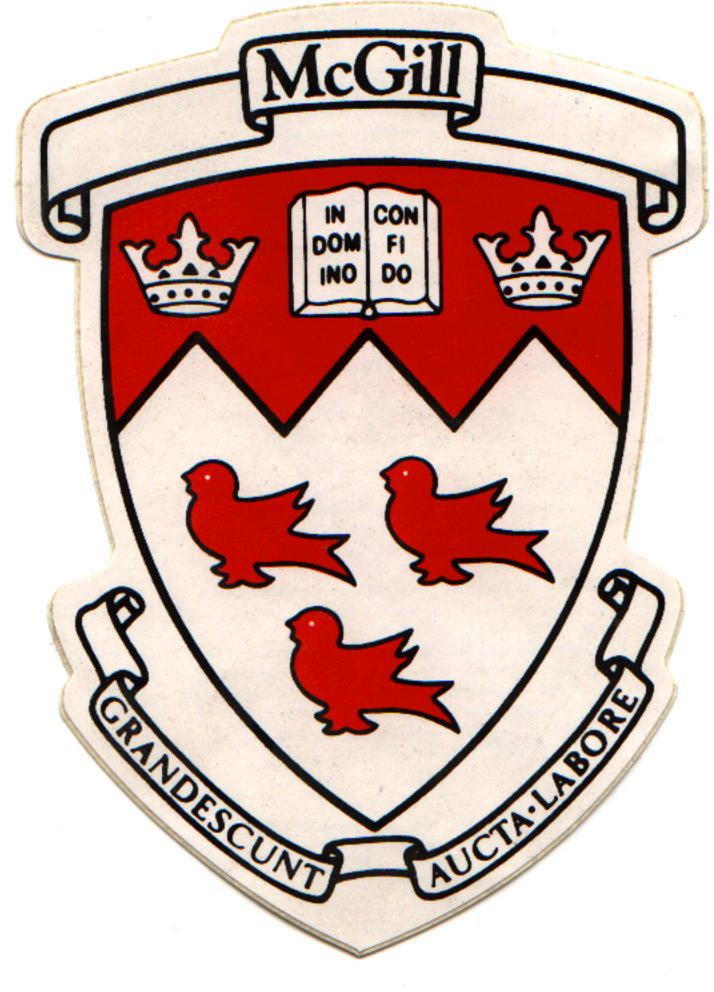
McGill’s coat of arms

マギル大学の紋章は、大学の創立者であるジェームス・マギルが、その生涯で身に着けていたとされる紋章に由来する。紋章に関する特許は1922年にガーター・プリンシパル・キング・オブ・アームズにより認可され、1956年にスコットランドのライアン裁判所に、1992年にカナダ紋章庁にも登録された。紋章のブレイズン（紋章記述）は以下のとおりである。
Argent three Martlets Gules, on a chief dancette of the second, an open book proper garnished or bearing the legend In Domino Confido in letters Sable between two crowns of the first. Motto: Grandescunt Aucta Labore.
アージェント（銀色）の盾にギュールズ（深紅色）のマートレット（ツバメ）三羽を置く。二番色（深紅色）の雁木飾りのチーフ（盾の上端を水平にわたる帯）を置き、その上にプロパー（自然色）で装飾されるか、またはセーブル（黒色）の文字で「In Domino Confido」（我、主を信ず）と銘打たれた、開かれた本を、一番色（銀色）の二つの王冠の間に置く。モットーは「Grandescunt Aucta Labore」（懸命が森羅万象を育む）。

（注：紋章記述において、同じ色名を二回以上記述することが許されていない。そのため、出てきた色の順番で色を指定する。すなわち、マギル大学の紋章では、一番色（of the first）は一番初めに出てきた色のことでアージェント（銀色）であり、二番色（of the second）は二番目に出てきた色のことでギュールズ（深紅色）のことである。また、紋章の慣習としてアージェント（銀色）は白色に置き換えることができる。）
マギル大学の紋章は二つの部分が含まれる。シールド（盾）とスクロール（巻物）である。紋章とモットーの使用について大学はガイドラインを発行している。

### シンボルマーク
マギル大学のシンボルマークはマートレット（martlet：ツバメ）であり、大学の公式紋章にある神話上の鳥を由来としている。

### スクールカラー
大学のスクールカラーはスカーレット（深紅）であり、マギル大学の式服（アカデミックドレス）に使われている。

### モットー
マギル大学のモットーはラテン語の「Grandescunt Aucta Labore」である。英語では「By work, all things increase and grow.」であり、「懸命が森羅万象を育む」という意味である。

### 校歌
公式な校歌は「Hail, Alma Mater」（嗚呼、我が母校）である。

## アカデミック

### 入学審査
2018年、学部生の合格率は41.7%である。38,320名が出願し、15,986名がオファーを貰い、6,422名が入学を決めた。ケベック州民合格者の、平均CEGEP R-score（ケベック州には高校と大学の間にCEGEPと呼ばれるいわゆる予科大学があり、そこでのスコア）は31.9であった。ケベック州外合格者の高校での成績評定は平均93～94.4%がA評価であった。アメリカ合衆国から来た合格者のSATの平均スコアは、読解、数学、記述セクションで、それぞれ730、730、730、合計値では2,190であり、ACTの平均スコアは32であった。

#### 医学部・法学部・MBA
法学部合格者の平均GPAは90%を超え、LSATの平均スコアは163であった。医学部合格者の平均GPAは3.8であり、MCATの平均スコアは32.1であった。MBA合格者のGMATの平均スコアは665、平均年齢は27歳、平均49か月の職務経験があった。

### 学生構成と教員
マギル大学は11学部の中で、340を超えるプログラムを実施している。また、250以上の修士・博士プログラムを持つ。北米全体において大学は入学者数を増やしているが、マギル大学は比較的緩やかに増やすようにしており、教育の質を落とさないように学生と教員の比率を16:1に維持している。大学には約1,600名の終身教授または終身在職権を持つ教授がいる。
学生のほとんどは5つの学部（22%が教養学部、15%が理学部、10%が経営学部、10%が工学部、13%が医学部：計70%）に所属している。残りの少数が農環境学部、歯学部、教育学部、法学部、音楽院、宗教学部などに所属する。1880年代から、マギル大学は、3つの神学校、モントリオール司教区神学校、長老派神学校、合同神学校（United Theological College）と直接提携している。マギル大学の宗教学部は、モントリオール神学校（Montreal School of Theology）のような他の神学研究所や組織とも連携を維持している。

### 学費
学費はケベック州民、ケベック州外国民、留学生の間で大幅な開きがある。1年間の学費はケベック州民で4,015ドル、ケベック州外国民で8,780ドル、留学生で18,267～41,816ドルである。学生は家賃も支払わなければならないが、モントリオールは北米の他の大都市に比べて家賃は安めである。
1996年から、ケベック州教育・余暇・スポーツ省（Ministère de l'Éducation, du Loisir et du Sport: MELS）に従い、マギル大学はある種類の留学生に対して留学生向けの学費を免除する8つのカテゴリーを用意した。それらのカテゴリーは、フランスからの学生、MELSで合意をした国（アルジェリア、中国、モロッコを含む）から一定割合の学生、外交官ステータスを持つ学生（とその扶養家族）、フランス語で学位取得をする特定語学プログラムに通う学生などである。

### 奨学金
奨学金は潤沢であるが、競争が激しく、国内の他の高等教育機関と比べても獲得は至難である。ケベック州外からの学部新入生は、入学時に1年のみ受給が約束された奨学金を取得するのに、高校時の成績が最低95％以上要求される。同じ奨学金を取得するのに、ケベック州民の学生は、CEGEP Rスコアは最低35.5が要求される。アメリカ合衆国の学生は、高校時の平均成績は最低Aが要求され、さらにSATのスコアは各セッションで最低700か、ACTのスコアは最低33が要求される。フランスのバカロレアの学生は、平均15.5で各コース最低14が要求される。同様に、イギリスで教育を受けた学生はGCSEとGCE Aレベルの両方で最低Aが要求される。国際バカロレアからの学生は、プレディクティド・グレードで全体として最低6.9を獲得するか、試験のスコアが42を超えることが要求される。総じて、入学時に奨学金を受けることのできる者は各クラス、上位約1%しかいない。
奨学金の更新に関していえば、概して各学部の上位10%以内にいなければ更新されない。コース中に奨学金を獲得する場合には、学部の上位5％以内にいなければならない。マギル大学は奨学金獲得について次のように述べている。「マギル大学における奨学金獲得は非常に競争的である。毎年、奨学金を受けるのに値する学生は多くおり、それゆえ、私たちはすべての受給候補に奨学金を与えることはできない。」
大学はプロジェクト・ヒーロー（Project Hero）に参加した。それはカナダ軍退役軍人の家族のため、リック・ハイラーによって共同出資された奨学金プログラムである。また、マギル大学はシューリッヒ・リーダー・スカラシップ主導のSTEMのパートナーでもあり、その奨学金の獲得額は、工学部の学生で8万ドル、工学、技術、数学の学位取得を目指す学生で6万ドルである。

### 授業の言語
マギル大学はケベック州に3校だけある英語で授業を行う大学である。入学にフランス語の能力は要求されない。しかし、法学部だけは、すべての学生に対して「パッシブ・バイリンガル」を要求する。つまり法学部の全学生はフランス語による「読み」と「聞き」が最低限できなければならない（もし母語がフランス語であれば、英語の読み聞きである）。なぜなら教員と学生は英語とフランス語のどちらも使用してもよいという学部方針があるためである。そのため、教授が英語で授業をする中、学生がフランス語で質問してもよい（逆に教授がフランス語で講義をして、学生が英語で受け答えをしてもよい）。マギル大学の学生は約3万8千人おり、そのうち5分の1は留学生である。ケベック州または海外からのフランス語を母国語とする学生は全体の約18%である。
授業は英語であるが、マギル大学設立当初より、学生がフランス語で論文を提出することを認めていた。1964年より、全ての学部で、英語またはフランス語で解答をしてもよいことになったが、授業の目的が特定の言語を学ぶようなものではない場合である。マギル大学にはバイリンガル・ポリシーとチャーターがある。
1960年代、ケベック州内でフランス語系ナショナリズムが高まった。1969年にマギル大学をフランス語圏大学に変えようとする運動がおこり、マギル大学はフランス語化を求められた。その運動は政治学教授のスタンレー・グレー（Stanley Gray）によって扇動された。1969年3月28日、ロディック・ゲートで、1万人を超える労働組合員、左翼団体、CEGEP学生とともに、マギル大学の学生が抗議をした。マギル大学の学生や教授はマギルのフランス語化に反対し、多くの抗議者達は逮捕された。マギル大学は現在でも英語による教育研究を行う英語圏の大学であり、フランス語化や両国語化もされてはいない。しかしこの事件以来、フランス語圏出身の学生は増えた（当時は、学生の約3%だけがフランス語母語話者であった）。

### ランキングと評価
カナダの大学評価にはMaclean's誌によるランキングが使われることが一般的である。マギル大学は Maclean's Ranking開始から16年間連続でカナダ国内1位にランクされている。英国クアクアレリ・シモンズ社によるQS世界大学ランキング2022年版は27位で、カナダの大学で2位である。イギリスの高等教育専門週刊誌「タイムズ・ハイアー・エデュケーション」のTHE世界大学ランキング2021年版では40位、カナダの大学で3位であり。中国の上海交通大学の高等教育研究所・世界一流大学研究センターの世界大学学術ランキング2017年版では67位、カナダの大学で3位であった。日本の大学に比べると世界大学ランキングによるマギル大学は東京大学や京都大学と肩を並べる。 
カナダの大手新聞であるグローブ・アンド・メールが出版されるカナダ大学報告書2017年版によるマギル大学は奨学金・賞品・研究・図書館資料という項目で「平均値以上」と評価され、学生生活という項目で「平均的」と評価された。
フィナンシャル・タイムズの世界MBAランキングでは、2018年は世界で78位、カナダで1位であった。そのランキングで、コストパフォーマンス度は55位、卒業生推薦度で43位であった。Eduniversalランキングでは、マギルのMBAがカナダ国内で1位であった。ブルームバーグビジネスウィークでは、2017年の国際ビジネススクールランキング(非米国ランキイング)で28位にランクインした。

### 研究
マギル大学は医学、化学の研究が有名で、1898年にアーネスト・ラザフォードはマギル大学でラザフォード散乱による原子核及びウランから二種類の放射線（α線とβ線）が出ていることを発見し、後にノーベル化学賞を受賞。同年、本校の教授となる。
医学面ではウイリアム・オスラーが北米で初めての医学教育の基礎をマギル大学に築き、1874年から1884年までマギル大学で教鞭を執る。1908年には当時大学院生だったウィリアム・チャルマーズがアクリル樹脂を発明した。また、ワイルダー・ペンフィールドが1928年よりマギル大学に勤め、1933年にてんかんの治療のために行われる開頭手術の際に脳を電極で刺激すると、鮮明な記憶がよみがえることを発見した。
その他にもドナルド・ヘッブやブレンダ・ミルナーなども本校で研究したことが知られる。

### 図書館、アーカイブ、ミュージアム
マギル大学図書館は13の分館と専門図書館で構成される。オスラー医学歴史図書館はカナダで最も大きな医学歴史の図書館であり、世界で最も広い図書館の一つである。
マギル大学アーカイブス（現在はマギル大学図書館の一部として運営されている）は、マギル大学の公式記録、または関連する記録、大学とつながりのある人や活動を保存している。
レッドパス博物館は民族学、生物学、古生物学、鉱物学/地質学のコレクションが収蔵されている。1882年に建てられたレッドパス博物館は、博物館として特別に建てられた建物として、カナダで最も古い。

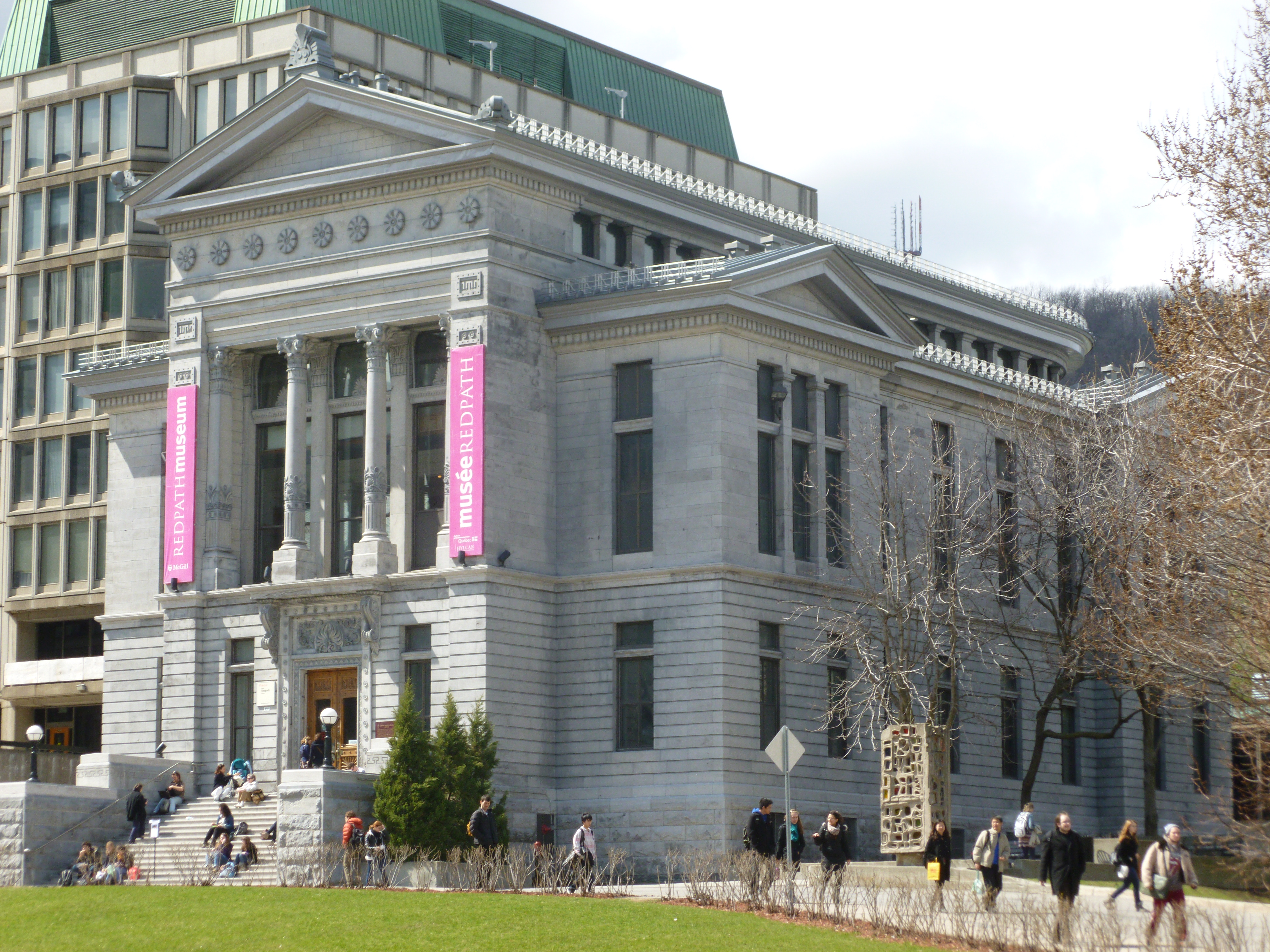
レッドパス博物館

マギル医療博物館は、マギル大学とそれに関連する教育病院での医学研究と実践を記録したコレクションをカタログ化、保存、展示している。医療博物館には、コレクション、個々の標本、レプリカ、日誌、検視記録、論文、医療機器、25の蝋人形、200の骨格標本がある。400スライドなどがある。病理学的には価値の高いコレクションもある。2000の液体漬けの解剖学的および病理学的標本を保存されている。

## 学生生活

### 学生人口

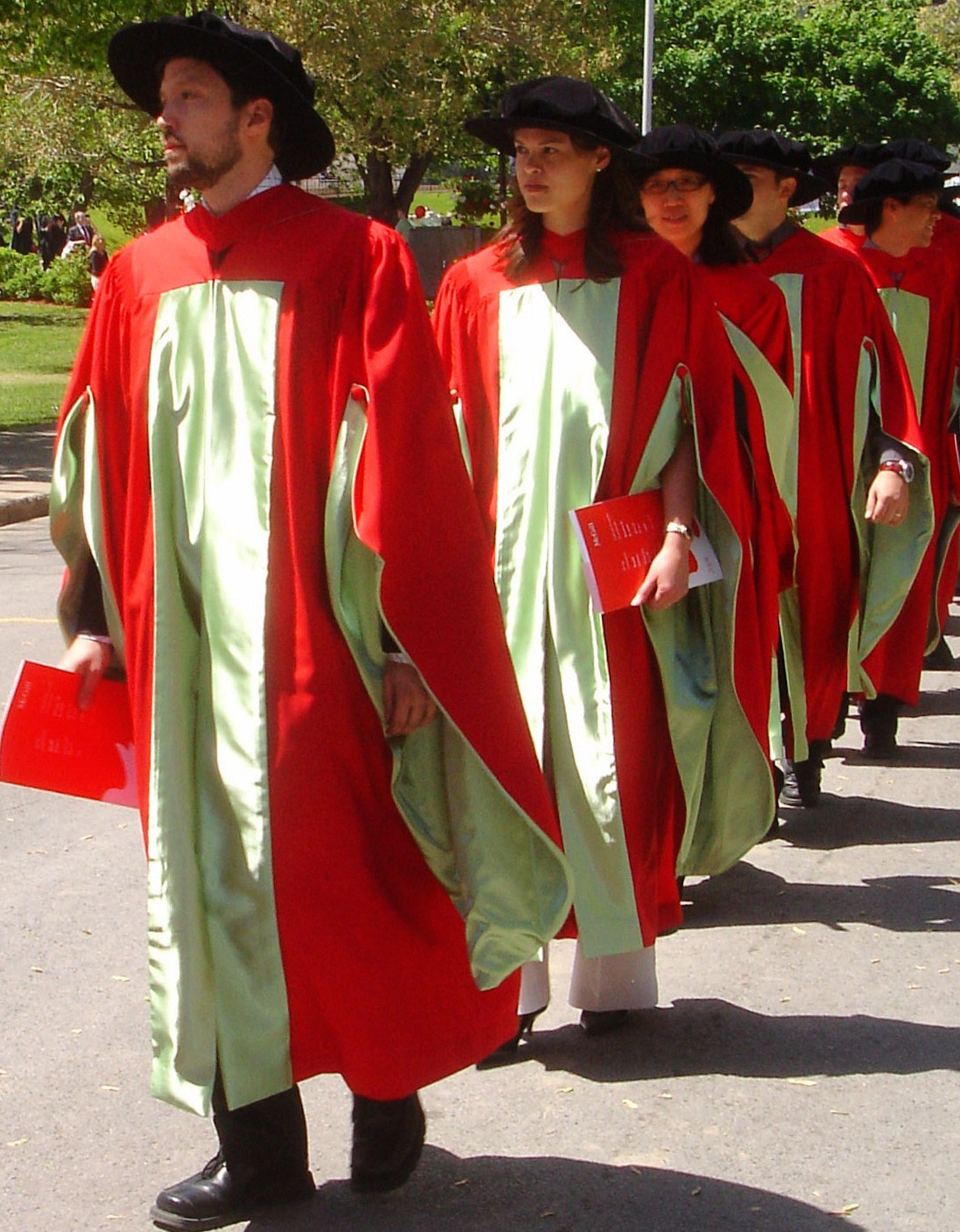
卒業の学位式に向かう大学院生。真紅のマント姿（en）は博士号記を受ける印。

マギル大学には27,475名の学部生と、9,473名の大学院生がおり、地理的・言語的に多様な学生が集まっている。入学者の54.7%がケベック州民で、25.4%がその他カナダから、20%が米国を含むカナダ国外から来ている。留学生は約150の国々から集まってきており、留学生のうち、学部生の約半分、大学院生の3分の1がアメリカ合衆国出身である。マギル大学の学生の約半数が英語を母国語とする。マギル大学はフランス語圏でありながら、フランス語を母国語とする学生は17.8%で、英語を母国語とする割合は51.8%、その他の言語が30.5%である。

### 学生活動
キャンパス内に学生自治会が置かれている。学部生の「マギル大学学生自治会(SSMU)」があり、大学院生の「マギル大学大学院生自治会」（the Post-Graduate Students' Society of McGill University: PGSS）がある。ポスドクの人口の多さから、PGSSには半自治の「ポスドクフェローズ共同体」（Association of Postdoctoral Fellows: APF）がある。加えて各学部はそれぞれの学生組織があり、大きなところでは「教養学部学生自治会」（Arts Undergraduate Society: AUS）や「理学部学生自治会」（Science Undergraduate Society: SUS）がある。最も古いのは1859年設立の「医学部学生自治会」（Medical Students Society）である。
マギル大学には何百ものクラブや学生団体があり、その多くはマギル大学学生連合ビルである「大学センター」（University Centre）に集まっている。1992年、学生は俳優で卒業生でもあるウィリアム・シャトナーの名を大学センターに冠する投票を行った。大学執行部は名前の受入れを拒否し、開票に参加しなかった。マギル大学のコミュニティの一員で名誉ある故人か、多額の寄付を行った者の名前をビルに冠するという伝統があったが、シャトナーはそのどちらにも当たらない。
マギル大学には学生出版が多くある。1911年創刊の「マギル・デイリー」はかつては週2回出版されていたが、予算縮小のため2013年9月より週1回になった。「デリ・フランセ」はマギルデイリーのフランス語版で、2紙を合わせた出版部数は2万8千部を超える。「マギル・トリビューン」は週1回発行で、約1万1千部である。「ブル・アンド・ベア」は「経営学部学生自治会」（Management Undergraduate Society）が運営し毎月1000部を印刷している。2012年に出版を開始した「プラマーズ・フォーセット」（Plumber's Faucet）とそのフランス語版（Plumber's Legder）は風刺的記事で有名で、「工学部学生自治会」（Engineering Undergraduate Society）が発行元である。過去の出版物としては、レッドヘリング（Red Herring）やプラマーズ・ポット（Plumber's Pot）がある。キャンパスラジオ局のCKUT（90.3 FM）、大学のTV局TVMcGillは受信地域は限られるものの、インターネット配信も行う。
マギル大学法学部には、1952年に出版を開始した世界的に有名なMcGill Law Journalを含む3つの学術雑誌がある。他に学生が運営する学術雑誌にMcGill Journal of Law and Health、McGill Journal of Medicine、McGill Journal of Educationなどがある。
大規模ではないが社交クラブのフラタニティとソロリティがある。フラタニティには、ゼータ・プサイ、デルタ・カッパ・イプシロン、シグマ・アルファ・イプシロン、アルファ・デルタ・ファイ、アルファ・イプシロン・パイ、アルファ・シグマ・ファイ、デルタ・ラムダ・ファイ、カッパ・アルファ・ソサイエティ、シグマ・カイなどがある。ソロリティには、ガンマ・ファイ・ベータ、カッパ・カッパ・ガンマ、カッパ・アルファ・シータ、アルファ・オミクロン・パイなどがある。ファイ・カッパ・パイはカナダで唯一のナショナル・フラタニティであり、1913年にマギル大学とトロント大学で生まれ、今も活動をしている。マギル大学では学生の約2%がこれらの社交クラブに参加していると言われ、アメリカの大学の割合よりも低いものの、社交クラブ参加学生の比率はカナダのほとんどの大学でマギル大学と同等程度とされている。
「クウィア・マギル」（Queer McGill：かつては「ゲイ・マギル」（Gay McGill）であった）はLGBTの学生を1972年から支援している。

## スポーツ
マギル大学は、男子のマギル・レッドバーズ(旧: レッドメン)と女子のマギル・マートレッツが全カナダ大学選手権(CIS）に参加している。学内には現在、28の大学代表チームがあり、ホッケーとラクロスの強豪として有名である。大学マスコットはマーティ・ザ・マートレット（Marty the Martlet）といい、2005年の公式戦でお披露目された。
マギル大学のキャンパスにあるスポーツとエクササイズの施設には、マギルスポーツセンター(McGill Sports Centre)、モルソンスタジアム(Molson Stadium)、記念プール(Memorial Pool)、トムリンソンホール(Tomlinson Hall)、マッコーネルアリーナ(McConnell Arena)、フォーブスフィールド(Forbes Field)、その他多数のテニスコート、野外アリーナほかがある。本校舎のマクドナルドキャンパスはアリーナ、体育館、プール、テニスコート、フィットネスセンター、常時利用できる100エーカー超の緑地を備える。2010年の拡張プロジェクトにより、モントリオール・アルエッツのホームスタジアムは2万5千席を超える。

### 歴史
北アメリカ初のラグビーの試合は記録に残る限り、1868年にモントリオールで開催された英国陸軍将校とマギル学生との試合とされる。この大学が起源のスポーツはラグビーのルールに基づいており、1874年5月14日に開催されたマギル大学対ハーバード大学戦が北アメリカで最も古いアメフトの試合として、アメフトをアイビーリーグ全校に広めた。

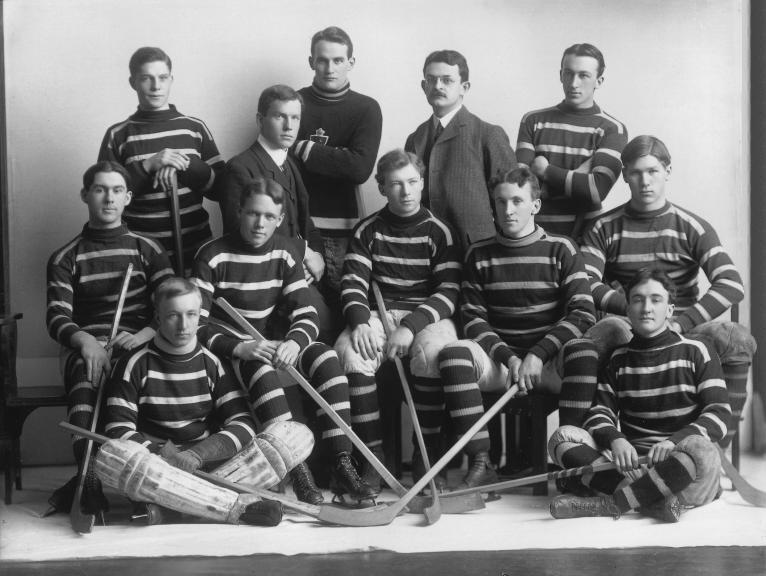
マギル大学アイスホッケー部 1904年

アイスホッケーのルーツもこの大学である。1875年3月3日にモントリオールのヴィクトリア・スケートリンクで2チーム（1チーム9人制）の間で初の屋内試合が行われ、ジェームス・クライトンとマギル大学生が参加していた。1877年、ホッケークラブの第1号としてマギル大学ホッケークラブが発足。クラブ初の対戦は1877年1月31日に行われ、その後、この大学の学生たちの手で初のホッケー規則集がまとまった。
バスケットボールの考案者はマギルの卒業生ジェームズ・ネイスミスで、アイスホッケー、ラグビー、サッカー、ラクロスを含めた主な競技の分析から1891年12月初旬にバスケットボールを考案した。
1908年以降、すべてのオリンピックにマギル大学の卒業生が選手として参加してきた。水泳選手のジョージ・ホッジソンは1912年のストックホルムで2つの金メダルを獲得した。アイスホッケーのゴールテンダーのキム・サンピエールは2002年のソルトレークオリンピックと2006年のトリノオリンピックで金メダルを獲得した。そのトリノオリンピックではまた、女子選手もジェニファー・ハイルが女子フリースタイル・モーグルで、シャライン・ラボンテはゴールテンダーとして女子アイスホッケーで金メダルを獲得した。
1996年、素晴らしい業績を残した学生アスリートを称えるため、マギル大学スポーツの殿堂（McGill Sports Hall of Fame）が設立され、ジェームズ・ネイスミスとシドニー・ピアスが殿堂入りした。
2005年、大学のアメフトチームであるマギル・レッドメンは新入生に対するしごき問題（ヘイジング）の制裁を受け、決勝2試合の辞退を余儀なくされた。2006年、マギル大学評議会（McGill's Senate）は反ヘイジング方針を承認、新入生に対するしごきを明確に禁止する。

### 応援歌
1896年に「マギル大学楽曲集」が出版され、スポーツの対外試合で広く歌われるのは以下の楽曲である。
- Alma Mater McGill　作詞：J. McDougall
- L'Enfant du McGill　作詞：Louis-Honoré Fréchette、作曲：Guillaume Couture
- God Save McGill　「女王陛下万歳」の替え歌。作詞：W.M. Mackeracher
- A Health to Old McGill　作詞：R.W. Huntingdon、作曲：Mrs W.C. Baynes
- McGill　「The Gay Cavalier」の替え歌。作詞：C.W. Colby
- McGill Revisited　作詞：John Cox
- McGill Students　作詞：W.N. Evans
- The Student of McGill　作詞：R.D. McGibbon

### スポーツライバル校
クイーンズ大学とのスポーツ対抗戦は「クイーンズ・マギル対抗戦」として知られている。サッカートーナメントでは4大学戦「オールド・フォー」の一員としてクイーンズ大学、トロント大学、ウェスタンオンタリオ大学と競い合っている。
マギル大学とハーバード大学はスポーツの面でもライバル関係にあり、ラグビーの対抗戦は2年毎に会場をモントリオールとケンブリッジに移して行われている。

## 著名な卒業生

### ノーベル賞受賞者
特定の領域に偏らず、広範な分野の受賞者が存在する。
- アーネスト・ラザフォード - 化学（1908年）
- フレデリック・ソディ - 化学（1921年）
- アンドリュー・ウィクター・シャリー - 生理学（1977年）
- ヴァル・フィッチ - 物理学（1980年）
- デイヴィッド・ヒューベル - 生理学（1981年）
- ルドルフ・マーカス - 化学（1992年）
- ウィラード・ボイル - 物理学（2009年）
- ジャック・W・ショスタク - 生理学（2009年）
- ラルフ・スタインマン - 生理学（2011年）
- ジョン・オキーフ - 生理学（2014年）

### その他
- ヘンリー・ミンツバーグ - MBA反古典学派、Desautel経営大学院のクレゴーン記念教授、INSEADの組織理論学の教授。
- ウイリアム・オスラー - 20世紀初頭の内科医。医学・医学教育に多大な功績を残した。
- ワイルダー・ペンフィールド - 20世紀初頭の脳神経外科医。モントリオールの通りに名前を残す。
- エリック・バーン - 精神科医。1957年に交流分析(Transactional Analysis：TA)を提唱した。
- ドナルド・ヘッブ - カナダの心理学者。神経心理学の開拓者、ニューラルネットワーク研究の先駆者。
- ジョン・アボット - 第3代カナダ首相。
- ウィルフレッド・ローリエ - 第7代カナダ首相。首相としては初のフランス系カナダ人。
- ジャスティン・トルドー： 第29代カナダ首相。カナダ自由党党首、第20・22代首相ピエール・トルドー夫妻の長男。
- エドガー・ブロンフマン - シーグラムのCEO。
- ズビグネフ・ブレジンスキー - 戦略政治学者。ジミー・カーター政権以来、民主党の政治外交顧問を長く勤め、ヘンリー・キッシンジャー共和党顧問に対照される。バラク・オバマ政権でも事実上の最高顧問。
- チャールズ・テイラー - 社会哲学者。「全体論的個人主義」の立場から「共同体主義」と「多文化主義」を提唱。
- ジャニス・スタイン - カナダの政治学者。国際政治学・紛争解決学・対外政策決定論・中東地域の安全保障問題。
- 彭明敏 - 国際法学者。台湾独立運動の主要人物。元台湾総統府資政（最高顧問）。
- 青木節子 - 国際法学者。慶應義塾大学教授。
- ヴァイラ・ヴィーチェ＝フレイベルガ - 心理学者・ラトビア大統領。
- アハマド・ナズィーフ - エジプト首相。
- ケネス「ケン」・ウェイン・ドライデン - プロ・アイスホッケー選手、弁護士、実業家、政治家、作家。
- リチャード・パウンド - 元水泳選手、弁護士、国際オリンピック委員会(IOC)委員・世界反ドーピング機構(WADA)会長。
- バート・バカラック - 1960-70年代のアメリカン・ポップスのヒットメーカー、作曲家。
- ジノ・ヴァネリ - シンガーソングライター。
- レナード・コーエン - 作家・作詞家。
- ミア・カーシュナー - 女優。
- ジェサリン・ギルシグ - 女優。
- ローリー・ホールデン - ロサンゼルス出身の女優。
- レイチェル・レフィブレ - 女優。
- ウィリアム・シャトナー - 俳優。
- キルステン・プラウト - 女優。
- ジェームズ・ネイスミス - バスケットボールの考案者。
- ジュリー・ペイエット - 工学者、カナダ宇宙庁の宇宙飛行士。
- ブライアン・グッドウィン - 数学者、生物学者。
- スティーブン・アーサー・ピンカー - 実験心理学者、認知心理学者、ハーバード大学教授。
- ウィン・バトラー - シンガーソングライター。
- 鈴木安昭 - 経営学者、元青山学院大学副学長。
- 井川スミス史子 - 考古学者。津田塾大学卒。ハーバード大考古学博士号。マギル大学教養学部人類学科教授・学科長、同大学副学長を勤める。
- IMALU - タレント（中退）
- 平川眞規子 - 中央大学教授、元日本第二言語習得学会会長

## 学術提携校
国公立大学：
- 東京大学
- 京都大学[151]
- 一橋大学
- 大阪大学 - OUSSEP（大阪大学短期留学特別プログラム）に限る。

私立大学：
- 慶應義塾大学
- 早稲田大学
- 上智大学
- 関西学院大学

ほか